# Еремеевит
Еремеевит (англ.Jeremejevite) — минерал, борат алюминия с доп. анионами фтора. Назван в честь русского минералога П. В. Еремеева.

## Общее описание
Содержит: Al2O3 — 59,41 %; B2O3 — 40,59 %. Сингония гексагональная. Гексагональные удлиненные призмы с округлыми неправильными или зазубренными конечными гранями. Плотность 3,28—3,3. Твёрдость 8. Бесцветный до бледного жёлто-коричневого, зеленовато-голубой до светло-синего. Впервые найден в 1883 году в виде единичных кристаллов на горе Соктуй (Восточное Забайкалье)